# Emberfélék

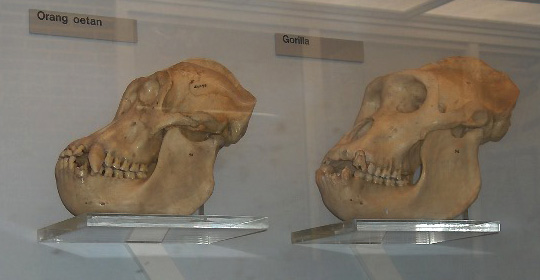
Orangután és gorilla koponyája

Az emberfélék vagy hominidák (Hominidae) a főemlősök egyik családja, amelynek ma élő tagjai egyrészt az emberi nem (Homo), másrészt a csimpánz, a gorilla és az orangután. A hominidák családjába korábban csak a mai embert (Homo sapiens) és a Homo  kihalt fajait, a Homo habilis-t, Homo erectus-t, a heidelbergi embert (Homo heidelbergensis), Homo rhodesiensis-t és neandervölgyi embert (Homo neandertalensis), illetve az emberi nem közvetlen elődeit, az Australopithecina csoportot sorolták. A „nagy emberszabású majmok” három nemét ugyanakkor Pongidae néven különálló családnak tekintették. Mára a legkorszerűbb genetikai alapú osztályozás alapján az embert, a csimpánzt, a bonobót, a gorillát és az orangutánt egymáshoz sokkal közelebb állóknak tekintik, mint korábban, ezért közös családba sorolják őket. A hominidák korábbi felfogásának (csak az ember és elődei) a legújabb rendszerezés szerint a Hominina öregnem felel meg.

## Rendszertani felosztásuk
A gorilla, a bonobó és a csimpánz alkotják a Homininae alcsalád ma élő fajait, míg a Ponginae alcsaládba ma az orangutánok fajai tartoznak. A család harmadik tagját a kihalt Dryopithecinae alcsalád képviseli. Ide tartozik például a rudabányai leleteiből is ismert ősmajom, a Dryopithecus brancoi.
A Homininae alcsaládot további két nemzetségre osztják: a Hominini nemzetség az emberi nemet, az előembereket és a csimpánzfajokat, míg a Gorillini nemzetség a gorillafajokat foglalja magában. A Hominini nemzetséget tovább csoportosítják Hominina és Panina (csimpánzok) öregnemekre.
Néhány kutató egészen odáig merészkedik, hogy a csimpánzokat és a gorillákat a Homo nembe sorolja az emberekkel együtt,  de a legtöbb genetikai bizonyíték a fenti rokonsági viszonyokat támasztja alá.
Egy 2023-ban publikált kutatás a Hominini nemzetség közös ősének az újonnan felfedezett Anadoluvius turkae fajt tekinti.
A ma élő hominidák a legújabb genetikus alapú rendszertan alapján a következőképpen osztályozhatók:
- Alcsalád: Ponginae
  - Nem: Orangután (Pongo)
    - Borneói orangután (Pongo pygmaeus)
      - Pongo pygmaeus pygmaeus
      - Pongo pygmaeus morio
      - Pongo pygmaeus wurmbii

    - Szumátrai orangután (Pongo abelii)
    - Tapanuli orangután (Pongo tapanuliensis)
- Alcsalád: Homininae
  -     - Nem: Gorilla

  - Nemzetség: Gorillini
    - Nem: Gorilla
      - Nyugati gorilla (Gorilla gorilla)
        - Nyugati síkvidéki gorilla (Gorilla gorilla gorilla)
        - Cross folyami gorilla (Gorilla gorilla diehli)

      - Keleti gorilla (Gorilla beringei)
        - Hegyi gorilla (Gorilla beringei beringei)
        - Keleti síkvidéki gorilla (Gorilla beringei graueri)

  - Nemzetség: Hominini
    - Öregnem: Panina
      - Nem: csimpánz (Pan)
        - Közönséges csimpánz (Pan troglodytes)
          - Pan troglodytes troglodytes
          - Pan troglodytes verus
          - Pan troglodytes vellerosus
          - Pan troglodytes schweinfurthii

        - Bonobó (Pan paniscus)

    - Öregnem: Hominina
      - Nem: Homo – ember
        - Mai ember (Homo sapiens)

A régészek, paleontológusok és antropológusok számos kihalt hominida maradványait tanulmányozták, hogy jobban megértsék a mai ember és az emberszabású majmok kapcsolatait. A családba többek között az alábbi kihalt nemek tartoznak:
- Alcsalád: Ponginae
  - Gigantopithecus
  - Sivapithecus
  - Lufengpithecus
  - Ankarapithecus
- Alcsalád: Homininae
  - Nemzetség: Hominini
    - Ouranopithecus
    - Sahelanthropus
    - Orrorin
    - Ardipithecus
    - Kenyanthropus
    - Öregnem: Hominina
      - Csoport: Anadoluvina
        - Anadoluvius[4]

      - Csoport: Australopithecina
        - Australopithecus – előemberek
        - Paranthropus
- Alcsalád: Dryopithecinae

Nincsenek tisztázva az emberfélékhez tartozás pontos kritériumai, de a család általában olyan fajokat foglal magába, amelyek
- DNS-e legalább 97%-ban egyezik a modern emberével,
- közösségeikben egyszerű kultúrát tartanak fenn
- fejlett kommunikációs rendszerrel, nyelvvel.

A tudatelmélet szerepe ellentmondásos. Ez lehetővé teszi, hogy az ember meggyőzően hazudjon. Az ember négy-ötéves  korában tesz szert erre a képességre, míg bonobóknál, csimpánzoknál és gorilláknál nem figyeltek meg ilyet. Mivel nincs lehetőség a kihalt homininák vizsgálatára, nehéz lenne figyelmen kívül hagyni a modern ember és ma élő rokonainak hasonlóságát. Egyesek szerint az orangutánok is eleget tesznek ennek a feltételnek, bár pszichológiájuk és megjelenésük nagyon különböző és valódi kultúrájuk sincs. Ezek a tudományos viták politikai jelentőséget nyernek egyes szervezetek az emberszabású majmok jogaiért vívott küzdelmével. Az ilyen szervezetek szerint ezek a majmok legalább olyan okosak, mint egyes értelmi fogyatékos emberek, ezért őket is megilleti az élet, a szabadság és az egészség joga.
A 2020-as évekig a legősibb hominidákra utaló lelet egy 2002-ben Csádban felfedezett, 6–7 millió éves fosszilis csontváz, amit felfedezői Toumaïnak neveztek el. Habár Toumaï (Sahelanthropus tchadensis) 3–4 millió évvel idősebb, mint Lucy (Australopithecus afarensis), arca viszonylag lapos. Egyes kutatók szerint ez a faj a mai ember egyenes ági őse vagy annak közeli rokona lehet. Mások szerint ez az egy lelet nem elég ahhoz, hogy miatta megbolygassuk az antropológia elméletének több, mint száz év alatt kialakult rendszerét. A leletről szóló cikket a Nature 2002. július 11-én jelentette meg. Egyes tudósok az állítják, hogy ez egy gorilla koponyája, mások jelentőségét az australopithecusokéhoz hasonlítják.
2015-ben Törökországban egy jól megőrződött részleges koponyát tártak fel, de részletesen csak 2022-ben vizsgálták meg. Az egyed nagyjából akkora lehetett, mint egy nagyobb hím csimpánz vagy egy átlagos nőstény gorilla. A csapat egy program segítségével mérte fel az érintett faj evolúciós kapcsolatait. A csoport kövületeit eddig csak Európában és Anatóliában találták meg. Az Anadoluvius a mai afrikai emberszerűekkel szemben viszonylag nyílt környezetben élhetett. Fogazata azt mutatja, hogy kemény, a felszínen fellelhető táplálékokat, például gumókat ehetett.
A maradványok alapján a kutatók most úgy vélik, hogy a homininák közös ősei Nyugat- és Közép-Európában jelenhettek meg, és  és nagyjából 5 millió évet tölthettek el a térségben. Afrikába valószínűleg környezeti okokból vándorolhattak át. Emellett persze nem zárható ki, hogy az ősök eredetileg Afrikából vándoroltak Európába és úgy tértek vissza, erre azonban nincs elegendő bizonyíték.
Toumaï miatt amerikai genetikusok úgy gondolják, hogy a csimpánzokkal és az emberelődökkel szoros rokonságban álló faj már régóta elkülönült két populációra, mielőtt végleg kettészakadt volna. Az erről szóló cikket a Nature jelentette meg 2006 májusában. Szerzői David Reich (Harvard), Eric Lander (Massachusetts Institute of Technology (MIT)), és társaik.
Általánosan elfogadott, hogy a csimpánz és az ember ősei 6,5–7,4 millió évvel ezelőtt váltak el. A molekulaóra szerint ez az időpont 5,4–6,3 millió év közé tehető. A korábbi eredmények a modern ember és a csimpánz génjeinek átlagos eltérésÉn alapultak. Újabb tanulmányok a kulcsgéneket vetik össze. Egyes szekvenciák frissebbek, mint a többi, ami azt mutatja, hogy az elkülönülés több, mint 4 millió éve ment végbe. A legfiatalabb az X-kromoszóma, ami 1,2 millió évvel fiatalabb a többi kromoszóma átlagos koránál. Ismeretes, hogy ez a nemi kromoszóma erősebb szelekciós nyomásnak van kitéve, mint az autoszómák.

### Angolul
- Toumaï the Human Ancestor – www.npr.org
- A hominidák fajai – www.talkorigins.org
- Részletesebb osztályozás a kihalt fajokkal (a kihalt fajok fotói)
- A Classification Az előbbinél még részletesebb osztályozás a kihalt fajokkal. (A kihalt fajok listája itt sem teljes.)